# Тібор-Міклош Попович
Тібор-Міклош Попович' (угор. Popovics Tibor Miklós; нар. 5 травня 1938, Геринець, нині Берегівський район, Закарпатська область, Україна) — угорський географ-економіст і етнограф русинського походження, професор, директор Інституту русинознавства в Угорщині (1993–2005), голова культурного товариства «Ébresztők Ruszin Kulturális Egyesület», дослідник русинської міграції, культурної ідентичності та міжетнічних процесів у Центральній Європі.

## Біографія

### Ранні роки та освіта
Народився 5 травня 1938 року в селі Геринець (угор. Herinec), яке на той час входило до складу Унґської комітату Королівства Угорщина (нині Закарпатська область України). Походить із родини русинів із домішками угорських і слов'янських коренів. У 1956 році закінчив середню школу в Мукачеві.
У 1961 році здобув ступінь бакалавра з економічної географії у Московському державному університеті ім. М. В. Ломоносова. У 1967 році захистив кандидатську дисертацію на тему «Економічна географія західноєвропейських промислових районів». У 1985 році в Угорській академії наук захистив докторську дисертацію «Міграційні процеси русинів у XX столітті».

## Академічна та дослідницька діяльність
Після закінчення аспірантури 1968 року повернувся до Угорщини та працював у Будпештському дослідному інституті харчової промисловості на посаді наукового співробітника. У 1975 році перейшов на кафедру географії Університету Ло́ра Етвеша (Eötvös Loránd Tudományegyetem), де викладав економічну та соціальну географію.
У 1993 році очолив заснований Інститут русинознавства (Magyarországi Ruszin Kutatóintézet) при Угорській академії наук, де керував проєктами:
картографування історичних русинських етнографічних ареалів;
дослідження міжвоєнної та післявоєнної русинської міграції до Північної Америки;
вивчення транснаціональних культурних зв'язків русинської діаспори.
Після об'єднання інституту з секцією етнографії в 2006 році став головним науковим консультантом при новоствореному Центрі досліджень багатонаціональних процесів.

## Громадська та культурна діяльність
Як голова культурного товариства «Ébresztők Ruszin Kulturális Egyesület» (з 1990 року) організовував щорічні наукові конференції «Русини сьогодні» у Будапешті та Берегові. Брав активну участь у роботі Угорського фонду національних і етнічних меншин, представляючи русинську громаду (1994–2002).
У 2000–2010 роках був членом міжнародного комітету з питань Карпатської європейської ініціативи (Carpathian European Partnership). Багато років підтримував культурний обмін між угорськими та українськими науковцями, зокрема шляхом організації лекцій у Львівському національному університеті ім. Івана Франка.

## Основні наукові праці
1970 — «Економічні регіони Західної Європи» (брошура).
1985 — «Міграційні процеси русинів у XX столітті» (докторська дисертація).
1992 — «Карта русинських етнографічних ареалів» (у співавторстві; Budapesti Geodézia Kiadó).
1998 — «Ruszin migrációs folyamatok a XIX–XX. században» (Monographia, Budapest).
2001 — «Észak-amerikai ruszin diaszpóra: kulturális és társadalmi tér» (закордонна публікація).
2004 — «Transnational Identity Among Carpatho-Rusyns» у колективній монографії Central European Ethnic Studies.

## Визнання та нагороди
Орден Преподобного Андрея Первозванного (Православна церква) за міжконфесійну філантропію (2002).
Премія ім. Жигмунда Мирославича за дослідження карпатських етносів (2005).
Почесний член Українського географічного товариства (2008).

## Особисте життя
Одружений, має двох дітей. Вільно володіє угорською, русинською, українською, румунською та англійською мовами.

## Зовнішні посилання
Особистий блог Т. М. Поповича
Відеолекції на YouTube